# Petr Rosol
Petr Rosol (* 20. června 1964, Znojmo) je bývalý český hokejový útočník a současný hokejový trenér. Jako hráč se zúčastnil mnoha šampionátů, je mistrem světa z roku 1985 a dvojnásobným mistrem ligy. Dvakrát také startoval na zimních olympiádách (1988 – 6. místo, 1992 – bronzová medaile).

## Trenérská kariéra
V extralize působil jako trenér v Litvínově, kde byl nejprve v závěru sezony 2004/2005 asistentem Vladimíra Jeřábka, poté působil u tamní mládeže. Po dvou letech se pak v závěru ročníku 2006/2007 stal asistentem nového litvínovského kouče Jaroslava Hübla staršího, se kterým mužstvo vedl i v sezonách 2007/2008 a 2008/2009. V obou těchto ročnících zaznamenal Litvínov dobrou základní část (3. a 5. místo) a úspěšně si vedl i v play off.
Od sezony 2009/2010 pak Petr Rosol působil jako hlavní kouč týmu HC Slovan Ústečtí Lvi, asistentem mu byl Milan Skrbek. Pod vedením této trenérské dvojice tým v sezonách 2009/10, 2010/11 a 2011/12 vždy vyhrál základní část. V sezonách 2009/10 a 2011/12 prohrál s Chomutovem finále a byl celkově druhý. V sezoně 2010/2011 však finále zvítězil a pral se v baráži o extraligu, kde podlehl 3:4 na zápasy Mladé Boleslavi.
Před sezonou 2012/2013 se stal koučem HC Litvínova, kde spolupracoval s Vladimírem Jeřábkem v rovnocenné dvojici. V prvním ročníku tým dovedli do čtvrtfinále, kde je vyřadila později mistrovská Plzeň. Po úspěšné sezoně dostali oba trenéři důvěru i pro ročník 2013/2014. Týmu se však nepodařil vstup do ročníku a proto byli oba trenéři 22. října 2013 odvoláni. V letech 2013–2016 byl Rosol hlavním trenérem klubu ČEZ Motor České Budějovice.

## Ocenění a úspěchy
- 1982 MEJ - Nejproduktivnější hráč
- 1982 MEJ - All-Star Tým
- 1984 MSJ - All-Star Tým
- 1985 SP - All-Star Tým
- 1990 ČSHL - Nejlepší nahrávač
- 1997 NLB - Nejproduktivnější hráč
- 1997 NLB - Nejtrestanější hráč
- 1998 NLB - Nejlepší nahrávač

## Klubová statistika
| Sezóna        | Klub                    | Soutěž        |     | Základní část | Základní část | Základní část | Základní část | Základní část |   | Play off | Play off | Play off | Play off | Play off |
| Sezóna        | Klub                    | Soutěž        | Z   | G             | A             | B             | TM            | Z             | G | A        | B        | TM       |          |          |
| 1981–82       | TJ CHZ Litvínov         | ČSHL          | 39  | 17            | 21            | 38            | —             | —             | — | —        | —        | —        |          |          |
| 1982–83       | TJ CHZ Litvínov         | ČSHL          | 43  | 17            | 16            | 33            | 44            | —             | — | —        | —        | —        |          |          |
| 1983–84       | ASD Dukla Jihlava       | ČSHL          | 44  | 26            | 19            | 45            | 57            | —             | — | —        | —        | —        |          |          |
| 1984–85       | ASD Dukla Jihlava       | ČSHL          | 40  | 32            | 22            | 54            | 88            | —             | — | —        | —        | —        |          |          |
| 1985–86       | TJ CHZ Litvínov         | ČSHL          | 40  | 31            | 24            | 55            | —             | —             | — | —        | —        | —        |          |          |
| 1986–87       | TJ CHZ Litvínov         | ČSHL          | 25  | 17            | 10            | 27            | 68            | —             | — | —        | —        | —        |          |          |
| 1987–88       | TJ CHZ Litvínov         | ČSHL          | 33  | 20            | 22            | 42            | —             | —             | — | —        | —        | —        |          |          |
| 1988–89       | TJ CHZ Litvínov         | ČSHL          | 32  | 8             | 32            | 40            | 32            | —             | — | —        | —        | —        |          |          |
| 1989–90       | TJ CHZ Litvínov         | ČSHL          | 47  | 25            | 38            | 63            | —             | —             | — | —        | —        | —        |          |          |
| 1990–91       | HC CHZ Litvínov         | ČSHL          | 41  | 19            | 26            | 45            | 50            | —             | — | —        | —        | —        |          |          |
| 1990–91       | HC Fassa                | LIHG          | 24  | 23            | 33            | 56            | 10            | —             | — | —        | —        | —        |          |          |
| 1991–92       | HC Fassa                | LIHG          | 18  | 25            | 29            | 54            | 18            | —             | — | —        | —        | —        |          |          |
| 1992–93       | HC Lugano               | NLA           | 24  | 5             | 15            | 20            | 30            | —             | — | —        | —        | —        |          |          |
| 1992–93       | HC Chemopetrol Litvínov | ČSHL          | 6   | 2             | 5             | 7             | —             | —             | — | —        | —        | —        |          |          |
| 1993–94       | HC Martigny             | NLB           | 36  | 24            | 41            | 65            | 77            | 1             | 0 | 0        | 0        | 0        |          |          |
| 1994–95       | HC Martigny             | NLB           | 35  | 26            | 37            | 63            | 100           | 7             | 6 | 7        | 13       | 14       |          |          |
| 1995–96       | HC Martigny             | NLB           | 35  | 33            | 42            | 75            | 41            | 3             | 0 | 2        | 2        | 16       |          |          |
| 1996–97       | HC Martigny             | NLB           | 40  | 38            | 54            | 92            | 144           | 4             | 2 | 2        | 4        | 18       |          |          |
| 1997–98       | HC Martigny             | NLB           | 38  | 35            | 69            | 104           | 36            | 1             | 0 | 0        | 0        | 4        |          |          |
| 1998–99       | HC Martigny             | NLB           | 27  | 10            | 34            | 44            | 34            | —             | — | —        | —        | —        |          |          |
| 1999–00       | HC Chemopetrol, a. s.   | ČHL           | 36  | 7             | 9             | 16            | 18            | 7             | 3 | 2        | 5        | 4        |          |          |
| 2000–01       | HC Chemopetrol, a. s.   | ČHL           | 50  | 6             | 14            | 20            | 10            | 6             | 0 | 1        | 1        | 25       |          |          |
| 2001–02       | HC Draci Bílina         | KHP           | —   | 13            | —             | —             | —             | —             | — | —        | —        | —        |          |          |
| 2001–02       | EHC Visp                | NLB           | 2   | 1             | 3             | 4             | 2             | 5             | 1 | 6        | 7        | 6        |          |          |
| 2002–03       | ESC Saale Teufel        | 3.Něm         | 34  | —             | —             | 71            | —             | —             | — | —        | —        | —        |          |          |
| 2003–04       | Rostocker EC            | 2.Něm         | 4   | 4             | 0             | 4             | 27            | —             | — | —        | —        | —        |          |          |
| Celkem v ČSHL | Celkem v ČSHL           | Celkem v ČSHL | 390 | 214           | 235           | 449           | —             | —             | — | —        | —        | —        |          |          |
| Celkem v NLB  | Celkem v NLB            | Celkem v NLB  | 213 | 167           | 280           | 447           | 434           | 21            | 9 | 17       | 26       | 58       |          |          |

## Reprezentace
| Rok                       | Tým                       | Soutěž                    | Z  | G  | A  | B  | TM |
| ------------------------- | ------------------------- | ------------------------- | -- | -- | -- | -- | -- |
| 1981                      | Československo 18         | MEJ                       | 4  | 3  | 3  | 6  | 2  |
| 1982                      | Československo 18         | MEJ                       | 5  | 8  | 5  | 13 | 4  |
| 1982                      | Československo 20         | MSJ                       | 7  | 1  | 4  | 5  | 8  |
| 1983                      | Československo 20         | MSJ                       | 7  | 7  | 3  | 10 | 14 |
| 1984                      | Československo 20         | MSJ                       | 7  | 10 | 5  | 15 | 23 |
| 1984                      | Československo            | KP                        | 5  | 0  | 1  | 1  | 2  |
| 1985                      | Československo            | MS                        | 2  | 2  | 0  | 2  | 0  |
| 1986                      | Československo            | MS                        | 10 | 6  | 4  | 10 | 4  |
| 1987                      | Československo            | MS                        | 8  | 3  | 1  | 4  | 4  |
| 1987                      | Československo            | KP                        | 6  | 0  | 0  | 0  | 4  |
| 1988                      | Československo            | OH                        | 8  | 3  | 1  | 4  | 10 |
| 1991                      | Československo            | MS                        | 10 | 3  | 6  | 9  | 4  |
| 1992                      | Československo            | OH                        | 7  | 6  | 2  | 8  | 2  |
| 1992                      | Československo            | MS                        | 8  | 0  | 2  | 2  | 14 |
| 1993                      | Česko                     | MS                        | 8  | 4  | 5  | 9  | 10 |
| Seniorská kariéra celkově | Seniorská kariéra celkově | Seniorská kariéra celkově | 72 | 25 | 24 | 49 | 54 |